# ORP
ORP (Okręt Rzeczypospolitej Polskiej) – tradycyjny skrótowiec poprzedzający nazwę własną okrętu należącego do Rzeczypospolitej Polskiej, czyli takiego, który służy pod banderą wojenną Marynarki Wojennej.
W przypadku, gdy wymienia się jeden okręt, stosuje się skrótowiec ORP, np. ORP Gen. K. Pułaski. Jeśli wymienia się kolejno kilka okrętów, stosuje się skrótowiec OORP, co oznacza Okręty Rzeczypospolitej Polskiej. Robi się tak, aby nie powtarzać wciąż skrótu ORP, a wygląda to następująco: OORP: Orzeł, Sokół, Sęp (zamiast ORP Orzeł, ORP Sokół, ORP Sęp).
Przykładowe odpowiedniki w marynarkach wojennych innych państw:
- USS (United States Ship – Okręt Stanów Zjednoczonych) – USA.
- HMS (His/Her Majesty’s Ship – Okręt Jego/Jej Królewskiej Mości) – Wielka Brytania.

W nazwie ORP miała także Szkoła Podchorążych Rezerwy Marynarki Wojennej ORP Bałtyk – polska szkoła działająca w latach 1943–1946 na terenie Wielkiej Brytanii, kiedy stacjonowały tam siły i środki Marynarki Wojennej II RP (w okresie II wojny światowej). Szkoła nosiła oznaczenie okrętu, zgodnie z brytyjską tradycją.
Podczas II wojny światowej część okrętów posiadanych przez Polaków nosiły skrótowiec OF, co oznaczało Okręt Francuski. Były to okręty Francji, na krótko przekazane po jej kapitulacji przez Wielką Brytanię Marynarce Wojennej.
W okresie Polski Ludowej, mimo konstytucyjnej zmiany nazwy państwa w 1952 r. z Rzeczpospolita Polska na Polska Rzeczpospolita Ludowa, nie zmieniono skrótowca na OPRL, pozostał dotychczasowy skrótowiec ORP.
W 1920 roku Minister Spraw Wojskowych nadał wszystkim Okrętom RP dowodzonym przez oficera Marynarki Wojennej prawo używania okrągłych pieczęci urzędowych z wizerunkiem orła państwowego.